# حسین فتح علیزاده
حسین فتح علیزاده عضو تیم ملی قایقرانی ایران در دوره هفتم مسابقات قهرمانی آسیا(قایقرانی- آبهای آرام) بود.

## هفتمین دوره مسابقات قهرمانی آسیا(۱۳۷۶–۱۹۹۷)کره جنوبی
تورینگ دونفره۵۰۰ متر- علیرضا سهرابیان و حسین فتح علیزاده- مدال نقره